# Antônio José Correia (barão de Campo Alegre)
Antônio José Correia, segundo barão de Campo Alegre foi um nobre brasileiro, feito Barão por decreto de 26 de Novembro de 1887. Seu baronato faz referência a cidade de Campo Alegre em Alagoas.